# Гай Еруций Клар
Гай Еруций Клар е политик и сенатор на Римската империя през 2 век.

## Биография
Клар е син на Секст Еруций Клар (консул 146 г.).
През 170 г. Клар е консул заедно с Марк Гавий Корнелий Цетег. От 171 до 174 г. той е управител (legatus Augusti pro praetore) на Сирия Палестина.

## Фамилия
Той е женен за Помпея Триария, дъщеря на Авъл Юний Руфин (консул 153 г.). Те имат един син:
- Гай Юлий Еруций Клар Вибиан (консул през 193 г.)